# Paradise Road
Pour plus de détails, voir Fiche technique et Distribution.
Paradise Road (littéralement « Route du paradis ») est un film de guerre australo-américain réalisé par Bruce Beresford, sorti en 1997.

## Synopsis
Après l'invasion de Singapour par l'armée impériale japonaise en 1942, des Anglaises, des Australiennes, des Chinoises et des Néerlandaises sont incarcérées dans des camps avec leurs enfants et certaines d'entre elles sont enrôlées comme femmes de réconfort. Bien qu'elles viennent toutes d'horizons différents, un groupe de prisonnières décide d'organiser un orchestre de chant pour tromper le désespoir et faire face aux exactions de leurs ravisseurs.

## Fiche technique
- Réalisation : Bruce Beresford
- Scénario : Bruce Beresford, d'après une histoire de David Giles et Martin Meader, basée sur le journal de Betty Jeffrey
- Musique : Ross Edwards (en)
- Direction artistique : Ian Gracie
- Décors : Herbert Pinter
- Costumes : Terry Ryan
- Photographie : Peter James
- Montage : Tim Wellburn
- Société de production : Village Roadshow Pictures, Samson Productions, Planet Pictures et YTC Pictures
- Société de distribution : Fox Searchlight Pictures
- Pays d’origine :  États-Unis,  Australie
- Langues originales : anglais, japonais, malais et néerlandais
- Durée : 114 min.
- Dates de sortie : 
  - États-Unis : 11 avril 1997
  - Australie : 5 juin 1997
  - France : 14 janvier 1998

## Distribution
- Glenn Close (VF : Évelyn Séléna) : Adrienne Pargiter
- Frances McDormand (VF : Élisabeth Wiener) : le Dr Verstak
- Pauline Collins (VF : Anna Gaylor) : Daisy Margaret Drummond
- Cate Blanchett (VF : Nathalie Juvet) : Susan Macarthy
- Jennifer Ehle (VF : Anne Rondeleux) : Rosemary Leighton-Jones
- Julianna Margulies (VF : Hélène Chanson) : Topsy Merrit
- Wendy Hughes (VF : Lucienne Troca) : Mrs. Dickson
- Johanna Ter Steege (VF : Chrystelle Labaude) : Sœur Wilhelminia
- Elizabeth Spriggs (VF : Nathalie Nerval) : Mrs. Roberts
- Pamela Rabe (VF : Denise Roland) : Mrs. Tippler
- Clyde Kusatsu (VF : Olivier Proust) : le sergent Tomiashi, dit 'The Snake'
- Stan Egi (VF : Jean-Philippe Puymartin) : le capitaine Tanaka
- David Chung (VF : Jim Adhi Limas) : l'interprète
- Sab Shimono (VF : Antoine Tomé) : le colonel Hirota
- Penne Hackforth-Jones (VF : Annie Bertin) : Mrs. Pike
- Pauline Chan (VF : Yumi Fujimori) : Wing
- Lisa Hensley (VF : Pascale Jacquemont) : Edna
- Susie Porter (VF : Karin Viard) : Oggi
- Anita Hegh (VF : Françoise Rigal) : Bett
- Tessa Humphries (VF : Juliette Degenne) : Celia Roberts
- Lia Scallon (VF : Isabelle Tanakil) : Mrs. O'Riordan
- Marta Dusseldorp (VF : Pascale Chemin) : Helen van Praagh
- Marijke Mann (VF : Laurence Bru) : Mrs. Cronje
- Aden Young (VF : Éric Herson-Macarel) : Bill Seary
- Paul Bishop (VF : Arnaud Arbessier) : Dennis Leighton-Jones
- Stephen O'Rourke (VF : Michel Bardinet) : William Pargiter
- Vincent Ball (VF : Robert Darmel) : Mr. Dickson
- Nicholas Hammond : Marty Merritt
- Robert Grubb (VF : Daniel Martin) : Colonel Downes

## Production

### Genèse et développement
Ce film est principalement basé sur les mémoires des prisonnières Helen Colijn et Betty Jeffrey, internées dans un camp à Sumatra et colligées dans les ouvrages Song of Survival et White Coolies.

## Réception
Le film récolte 43 % d'avis critique favorable sur Rotten Tomatoes et un taux de 78 % d'avis de spectateurs favorable.

## Critique
Le film est critiqué du fait qu'une partie des massacres ayant eu lieu à l'époque, le meurtre de quatre-vingts personnes sur la plage, est complètement omise.